# Антонина Зетова
Антонина Зетова е българска национална състезателка по волейбол. Играе на поста диагонал.

## Състезателна кариера
- „ЦСКА“ (София, България), 1989 – 1995
- Екшибаши (Истанбул, Турция), 1995 – 1997
- Вакъф банк (Истанбул, Турция), 1997 – 1998
- Омнител (Модена, Италия), 1998 – 1999
- Фон лимитид (Модена, Италия), 1999- 2000
- Радио 105 Фопапедрети (Бергамо, Италия), 2000 – 2001
- Едисон (Модена, Италия), 2001 – 2002
- Екшибаши (Истанбул, Турция), 2002 – 2003
- Палаволо (Киери, Италия), 2003 – 2004
- Бигмаг керакол (Киери, Италия), 2004 – 2005
- Деспар (Перуджа, Италия), 2005 – 2007
- Палма Волей (Испания), 2008 – 2009
- Олимпиакос (Пирея, Гърция), 2008 – 2009
- Деспар (Перуджа, Италия), 2009 – 2010
- Фамилия Женерали (Киери, Италия), 2010 – 2012

През 2012 г. слага край на състезателната си кариера.
През 2013 г. става помощник-треньор на „ЦСКА-Демакс“.
През 2024 г. става треньор на Женски национален отбор по волейбол на България.

## Постижения
- Бронзова медалистка от Европейското първенство във Варна, 2001 г.;
- Четирикратна шампионка на България с „ЦСКА“;
- Двукратна носителка на купата на България с „ЦСКА“;
- Първо място в Шампионската лига с Перуджа, 2006 г.;
- Носителка на купата на CEV, 2007 г.;
- Трикратна шампионка на Турция;
- Трикратна носителка на купата на Турция;
- Сребърна медалистка от Европейската лига, 2010 г.
- Европейски шампион като треньор на Националният отбор на България за девойки до 18 години, 2024г.
- Най-добър треньор на България за 2024г.